# 帕尔卡塔河
帕尔卡塔河（俄语：Река Парката）是俄羅斯萨哈林州诺格利基区河流，长60公里，流域面积204平方公里，在距河口40公里的右岸注入特米河。A-393公路和铁道跨越河上。该河不能通航。

## 引用
1. ↑  . 国家水登记处.   [2024-08-13]. （原始内容存档于2024-08-13） （俄语）.
2. ↑  М·Г·瓦西科夫斯基. . 列宁格勒: 气象出版社. 1973 （俄语）.